# Halpa (Kummuh)
Ḫalpa, (urartäisch Ḫalpa (URUḪa-al-pa), assyrisch Ḫalpi (KURḪal-pi)) ist eine Königsstadt und gleichnamige Landschaft in Kummuḫ (urartäisch Qumaḫa).
Forrer lokalisierte sie in Halfeti am Ost-Ufer des Euphrats, Astour in Gölbaşı zwischen Maraş und Malatya, was auch Diakonoff für sehr wahrscheinlich hält, da Ḫalpa laut Sarduri II. an einem See lag. Auch eine Lage an der Mündung des Merzumen in den Euphrat wurde erwogen. In neueren Publikationen wird der Vorschlag von Astour bevorzugt.
Ḫalpa wird u. a. in einer Inschrift des urartäischen Königs Sarduri II. vom Burgfelsen von Van im Zuge seiner Eroberungen in Qumaḫa erwähnt. Der Inschrift nach eroberte er die befestigten Königsstädte Uita und Ḫalpa und belagerte Parala. Daraufhin unterwarf sich Kuštašpi, der König von Kummuḫ und zahlte Tribut.
Auch die Inschriften Tukulti-apil-Ešarra III. erwähnen Ḫalpi. Tukulti-apil-Ešarra III. berichtet, wie er in seinem dritten Regierungsjahr (743): zwischen / in den Ländern Kištan und Ḫalpi, Bezirken von Kummuḫ, eine von Sarduri II. geführte Armee besiegt.
Ḫalpa ist auch der hethitische Name für die Hauptstadt von Jamḫad (siehe auch Aleppo), diese ist von Ḫalpa in Kummuḫ zu trennen.